# Alberto Vaquina
Alberto Vaquina (Namapa, 4 juli 1961) was premier van Mozambique tussen 2012 en 2015. Hij werd op 8 oktober 2012 benoemd door president Armando Guebuza en verving Aires Ali, die was ontslagen na een herschikking van het kabinet. Op 17 januari 2015 werd hij opgevolgd door Carlos Agostinho do Rosário, die benoemd werd door de nieuwe president, Filipe Nyusi. Vaquina nam daarna zitting in het parlement. Vaquina is lid van FRELIMO, dat een absolute meerderheid in het parlement heeft.
Vaquina bekleedde voor zijn premierschap tussen 2005 en 2010 het gouverneurschap van Sofala en tussen 2010 en 2012 dat van de provincie Tete.